# Петрівська Гута
Петрі́вська Гу́та — село в Україні, у Лисянській селищній громаді Звенигородського району Черкаської області. Підпорядковане Журжинецькій сільській раді.

## Загальні відомості
Населення села становить 186 осіб (2005; 189 в 2001).
Петрівська Гута розташовані на крайньому північному сході району, на вершині великого пагорба, що є частиною вододілу між річками Рось та Гнилий Тікич. З півночі воно облямоване лісами.
В селі знаходяться братська могила радянських воїнів та пам'ятний знак на честь загиблих.
В Петрівській Гуті працюють фельдшерсько-акушерський пункт, сільські клуб та бібліотека.

## Населення
Згідно з переписом УРСР 1989 року чисельність наявного населення села становила 252 особи, з яких 109 чоловіків та 143 жінки.
За переписом населення України 2001 року в селі мешкало 189 осіб.

### Мова
Розподіл населення за рідною мовою за даними перепису 2001 року:
| Мова       | Відсоток |
| ---------- | -------- |
| українська | 99,47 %  |
| російська  | 0,53 %   |